# Alma (Québec)
Alma è una città canadese che si trova nel Saguenay-Lac-Saint-Jean, una regione del Québec.